# Centaurea longepedunculata
Centaurea longepedunculata — вид квіткових рослин айстрових (Asteraceae). Ендемік пн.-сх. Іраку.